# كاسندرينو
كاسندرينو، (بالإنجليزية: Casandrino)‏، هي (بلدية) في مدينة نابولي متروبوليتان في إقليم كامبانيا الإيطالي، وتقع على بعد حوالي 11 كم شمال نابولي.

## السكان
في سنة 1861 بلغ عدد السكان 2٬214 نسمة، وتطور العدد ليصل في سنة 2011 لـ 13٬295 نسمة.
يظهر هذا المخطط البياني تطور النمو السكاني لـ كاسندرينو